# Buffalo Center
Buffalo Center – miasto w Stanach Zjednoczonych, w stanie Iowa, w hrabstwie Winnebago.

## Demografia
Zgodnie ze spisem statystycznym z 2000, miasto liczyło 963 mieszkańców. W 2023 liczba mieszkańców spadła do 847 osób, a gęstość zaludnienia poniżej 303 osób/km².